# Дьяконов, Василий Кириллович
Васи́лий Кири́ллович Дья́конов (1913—1983) — электротранспортник, начальник киевского трамвайно-троллейбусного управления, административный руководитель проекта по сооружению киевского скоростного трамвая.

## Биография
Василий Кириллович Дьяконов родился в 1913 году.
- 1967 год — Василий Дьяконов, совместно с Владимиром Векличем, убедил власти отправить делегацию для участия в работе международного союза общественного транспорта (МСОТ).
  - Ознакомившись во время поездки с преимуществами работы трамвая в скоростном режиме на обособленном полотне, изучив систему интервального регулирования и блокировки, применяемой на такой линии, они пришли к выводу о возможности создания аналогичной системы на отечественной элементной базе. Вернувшись в Киев, они рекомендовали, в отчете о поездке, построить аналогичную линию в Киеве, которая и решала все транспортные проблемы нового района.
  - Рекомендации о строительстве в Киеве линии скоростного трамвая были рассмотрены и поддержаны на коллегии Министерства жилищно-коммунального хозяйства УССР и реализованы в постановлении Совета Министров СССР № 538 от 13 июля 1970 года.
    - С этого момента и началась реализация проекта; как руководитель КТТУ, Василий Дьяконов занимался общим руководством.

Василий Кириллович скончался в 1983 году.

### Зарубежное научное сотрудничество
Совместно с В. Ф. Векличем представлял Украину в Международном союзе общественного транспорта / Union Internationale des Transports Publics (UITP) с 1967 года.

## Публикации
- Дьяконов В. К. Веклич В. Ф. «Применение устройств автоматики на скоростном трамвае» // Городское хозяйство Украины. — 1971. — № 3. — С. 38-40. — ISSN 0130-1284 (укр.)

## Интересные факты
- В настоящий момент ветераны КТТУ ставят перед киевской администрацией вопрос о присвоении Киевскому скоростному трамваю имени Василия Кирилловича Дьяконова[источник не указан 1603 дня].
- Киевский скоростной трамвай стал первым скоростным трамваем в СССР[5].